# 長谷部茂利
長谷部 茂利（はせべ しげとし、1971年4月23日 - ）は、神奈川県横浜市栄区出身の元プロサッカー選手、サッカー指導者。現役時代のポジションはミッドフィールダー。現在はJリーグ・川崎フロンターレの監督を務める。

## 選手経歴
横浜市栄区のFC本郷出身。同クラブでの1学年後輩に有馬賢二。桐蔭学園高等学校では李国秀監督体制の第一期生として指導を受け、背番号10を背負い3年時には主将として第68回全国高等学校サッカー選手権大会に出場し、準々決勝で延長・PK戦の末に服部浩紀・鳥居塚伸人を擁した前橋商業高等学校に敗れた。高校の同期生に戸倉健一郎、1期下に林健太郎・福永泰、2期下に栗原圭介・松川友明がいた。高校卒業後の進路として大学サッカーの強豪・筑波大学への進学が候補として挙がっていたが、李のアドバイスを受け中央大学に進学してサッカー部に所属。大学での同期に岡島清延、1期上に沢田謙太郎、1期下に奥原崇・渡辺毅などがいたチームで3年生時（1992年）に第41回全日本大学サッカー選手権大会優勝を果たした。4年生時（1993年）の春にも李の助言を受け、卒業後の1994年にヴェルディ川崎に入団、同年Jデビューを果たす。V川崎のミッドフィールダー陣はラモス瑠偉がまだ健在な事に加え、ビスマルクや北澤豪らレギュラーの壁が厚かったが、その中でも多くの出場機会を得た。その時のFWだった三浦知良は長谷部のプレーを「クレバーで確かな技術のある選手、キャプテンシーも備わっていた」と語る。出場機会が減少した1997年にジャパンフットボールリーグ所属（当時）の川崎フロンターレへレンタル移籍。
翌1998年にはヴィッセル神戸へと完全移籍。神戸では背番号10を与えられ攻守に中盤の要となり、キャプテンとしてチームを牽引。1999年セカンドステージでは神戸のそれまでの最高成績となる7位に貢献。2001年からはジェフ市原へ移籍。ここでも若手の多かったチームをキャプテンとしてまとめ、チームを過去最高順位の年間3位へ浮上させるのに貢献した。2003年7月末に契約満了により退団。

## 指導者経歴

### ヴィッセル神戸
現役引退後、古巣である神戸で指導者としてユース年代を指導し、2011年からはトップチームのコーチに就任した。

### ジェフユナイテッド市原・千葉
2016年から、神戸と同じく古巣であるジェフユナイテッド市原・千葉のコーチに就任。同年7月、監督を解任された関塚隆に代わって監督に就任。シーズン終了まで指揮を執り、2017年からは再びコーチに戻った。

### 水戸ホーリーホック
2018年より水戸ホーリーホックの監督に就任した。2019年には開幕から好調を維持し、最終節までJ1参入プレーオフ出場の可能性を残した。同年11月26日に退任が発表された。

### アビスパ福岡
2020年よりアビスパ福岡の監督に就任。新型コロナウイルスの影響によるリーグ戦中断を経験するも、クラブは史上初の12連勝を記録するなど中盤以降躍進し、最終的にJ2リーグ優勝の徳島ヴォルティスと勝点84で並ぶものの、得失点差による2位でJ1リーグ自動昇格を達成した。
2023年、リーグ戦は上位をうかがえる位置で推移し、天皇杯とルヴァンカップは準決勝に導く。天皇杯は川崎に敗れたものの、ルヴァンカップは名古屋を破り決勝に進出。決勝は浦和に勝利してクラブに初タイトルをもたらした。
2024年10月31日、同シーズン限りで福岡の監督を退任することが発表された。

### 川崎フロンターレ
2025年より、古巣である川崎フロンターレの監督に就任することが発表された。

## 所属クラブ
- FC本郷（神奈川県横浜市）
- 1987年 - 1989年 桐蔭学園高等学校
- 1990年 - 1993年 中央大学
- 1994年 - 1997年 ヴェルディ川崎
  - 1997年 川崎フロンターレ（期限付き移籍）
- 1998年 - 2000年 ヴィッセル神戸
- 2001年 - 2003年 ジェフユナイテッド市原

## 個人成績
| 国内大会個人成績 | 国内大会個人成績 | 国内大会個人成績 | 国内大会個人成績 | 国内大会個人成績 | 国内大会個人成績 | 国内大会個人成績 | 国内大会個人成績 | 国内大会個人成績 | 国内大会個人成績 | 国内大会個人成績 | 国内大会個人成績 |
| 年度             | クラブ           | 背番号           | リーグ           | リーグ戦         | リーグ戦         | リーグ杯         | リーグ杯         | オープン杯       | オープン杯       | 期間通算         | 期間通算         |
| 年度             | クラブ           | 背番号           | リーグ           | 出場             | 得点             | 出場             | 得点             | 出場             | 得点             | 出場             | 得点             |
| 日本             | 日本             | 日本             | 日本             | リーグ戦         | リーグ戦         | リーグ杯         | リーグ杯         | 天皇杯           | 天皇杯           | 期間通算         | 期間通算         |
| ---------------- | ---------------- | ---------------- | ---------------- | ---------------- | ---------------- | ---------------- | ---------------- | ---------------- | ---------------- | ---------------- | ---------------- |
| 1993             | 中大             |                  | -                | -                | -                | -                | -                | 2                | 0                | 2                | 0                |
| 1994             | V川崎            | -                | J                | 20               | 1                | 1                | 0                | 1                | 0                | 22               | 1                |
| 1995             | V川崎            | -                | J                | 29               | 2                | -                | -                | 1                | 0                | 30               | 2                |
| 1996             | V川崎            | -                | J                | 5                | 0                | 0                | 0                | 0                | 0                | 5                | 0                |
| 1997             | V川崎            | 20               | J                | 7                | 0                | 6                | 2                | -                | -                | 13               | 2                |
| 1997             | 川崎             | 35               | 旧JFL            | 15               | 6                | -                | -                | 3                | 0                | 18               | 6                |
| 1998             | 神戸             | 10               | J                | 29               | 1                | 2                | 0                | 2                | 1                | 33               | 2                |
| 1999             | 神戸             | 10               | J1               | 27               | 1                | 2                | 0                | 1                | 0                | 30               | 1                |
| 2000             | 神戸             | 10               | J1               | 25               | 0                | 4                | 0                | 4                | 0                | 33               | 0                |
| 2001             | 市原             | 8                | J1               | 24               | 1                | 5                | 0                | 3                | 1                | 32               | 2                |
| 2002             | 市原             | 8                | J1               | 17               | 0                | 4                | 0                | 1                | 0                | 22               | 0                |
| 2003             | 市原             | 8                | J1               | 0                | 0                | 1                | 0                | -                | -                | 1                | 0                |
| 通算             | 日本             | 日本             | J1               | 183              | 6                | 25               | 2                | 13               | 1                | 221              | 9                |
| 通算             | 日本             | 日本             | 旧JFL            | 15               | 6                | -                | -                | 3                | 0                | 18               | 6                |
| 通算             | 日本             | 日本             | 他               | -                | -                | -                | -                | 2                | 0                | 2                | 0                |
| 総通算           | 総通算           | 総通算           | 総通算           | 198              | 12               | 25               | 2                | 18               | 1                | 241              | 15               |

その他の公式戦
- 1995年
  - スーパーカップ 1試合0得点
- 1998年
  - J1参入決定戦 2試合0得点

## 代表歴
- バルセロナ五輪予選日本代表

## 指導歴
- 2006年 - 2015年 ヴィッセル神戸
  - 2006年 スカウト兼U-21チーム アシスタントコーチ
  - 2007年 - 2008年 ジュニアユース(U-15) コーチ
  - 2009年 - 2010年 ユース(U-18) コーチ　
  - 2011年 - 2014年 トップチーム コーチ
  - 2015年 トップチーム ヘッドコーチ
- 2016年 - 2017年 ジェフユナイテッド市原・千葉
  - 2016年 - 同年7月 トップチーム コーチ
  - 2016年7月 - 同年12月 トップチーム 監督代行
  - 2017年 トップチーム コーチ
- 2018年 - 2019年 水戸ホーリーホック 監督
- 2020年 - 2024年 アビスパ福岡 監督
- 2025年 - 川崎フロンターレ 監督

## 監督成績
| 年度 | クラブ | 所属 | リーグ戦 | リーグ戦 | リーグ戦 | リーグ戦 | リーグ戦 | リーグ戦 | カップ戦             | カップ戦 |
| 年度 | クラブ | 所属 | 順位     | 勝点     | 試合     | 勝       | 分       | 敗       | ルヴァン杯           | 天皇杯   |
| ---- | ------ | ---- | -------- | -------- | -------- | -------- | -------- | -------- | -------------------- | -------- |
| 2016 | J2     | 千葉 | 11位     | 20       | 17       | 5        | 5        | 7        | -                    | 3回戦    |
| 2018 | J2     | 水戸 | 10位     | 57       | 42       | 16       | 9        | 17       | -                    | 3回戦    |
| 2019 | J2     | 水戸 | 7位      | 70       | 42       | 19       | 13       | 10       | -                    | 3回戦    |
| 2020 | J2     | 福岡 | 2位      | 84       | 42       | 25       | 9        | 8        | -                    | -        |
| 2021 | J1     | 福岡 | 8位      | 54       | 38       | 14       | 12       | 12       | グループステージ敗退 | 3回戦    |
| 2022 | J1     | 福岡 | 14位     | 38       | 34       | 9        | 11       | 14       | ベスト4              | ベスト8  |
| 2023 | J1     | 福岡 | 7位      | 51       | 34       | 15       | 6        | 13       | 優勝                 | ベスト4  |
| 2024 | J1     | 福岡 | 12位     | 50       | 38       | 12       | 14       | 12       | 1st 3回戦敗退        | 3回戦    |
| 2025 | J1     | 川崎 | -位      |          | 38       |          |          |          |                      |          |
| 通算 | 日本   | J1   | -        | -        | 144      | 38       | 29       | 39       | -                    | -        |
| 通算 | 日本   | J2   | -        | -        | 143      | 65       | 36       | 42       | -                    | -        |

- 2016年は第26節から。

## タイトル

### 選手時代

#### クラブ
ヴェルディ川崎
- J1リーグ : 1回 (1994年)
  - J1リーグ 2ndステージ : 2回 (1994年、1995年)
- Jリーグカップ：1回 (1994年)
- 天皇杯 JFA 全日本サッカー選手権大会 : 1回 (1996年)
- スーパーカップ : 2回 (1994年、1995年)

### 監督時代

#### クラブ
アビスパ福岡
- Jリーグカップ : 1回 (2023年)

#### 個人
- J1リーグ月間優秀監督賞 : 3回 (2023年7月、9月、2024年6月)
- J1リーグ優秀監督賞：1回（2023）